# Wings (песня Little Mix)
Wings (с англ. — «Крылья») — песня британской гёрл-группы Little Mix, которая стала их вторым релизом после победы в 8 сезоне шоу «The X Factor» в 2011 году и первым синглом в поддержку их дебютного студийного альбома «DNA» (2012). Премьера песни состоялась 2 июля 2012 на «BBC Radio 1». Цифровая загрузка на iTunes стала доступна 24 августа 2012.
Песня была хорошо принята музыкальными критиками, которые хвалили текст песни, её звучание и вокал. «Wings» является самым успешным синглом группы на сегодняшний день. Он возглавил британский чарт с количеством 107 000 проданных копий в первую неделю. Также сингл достиг первых позиций в Ирландии и Шотландии, третьего места в Австралии, где стал дважды платиновым. Композиция вошла в топ-40 в трёх других странах, а также стала 79-й в «Billboard Hot 100» и 26-й в «US Billboard Pop Songs».

## История
Став первой группой, которая выиграла британский «The X Factor» в 2011 году, и выпустив свой первый сингл (Cannonball), ставший № 1 в Великобритании, группа начала работу над «Wings» с продюсером TMS. Запись песни велась во время пребывания группы в «The X Factor Tour» по Великобритании.

## Релиз
30 мая 2012 Little Mix обнародовали название сингла во время своего «Twitcam» с поклонниками в Твиттере. Обложка была представлена 1 июня 2012. Кроме того, 1 июня открылся предзаказ сингла на iTunes в Великобритании, выход которого был запланирован на 22 июля 2012. 11 июня 2012 было сообщено, что выход песни на iTunes в Великобритании отложен до 19 августа, а выход CD-сингла отложен до 20 августа. Премьера песни состоялась 1 июля на «T4 on the Beach» и 2 июля на «BBC Radio 1». «Wings» была выпущена на iTunes в Ирландии 24 августа 2012. В Великобритании сингл вышел 26 августа, после очередного переноса даты. CD-сингл в Австралии был выпущен 30 октября 2012.
После подписания контракта с «Columbia Records» 8 января 2013 Little Mix заявили, что «Wings» станет дебютным синглом с альбома «DNA» в США. 5 февраля 2013 песня была выпущена на iTunes в США и Канаде.

## Список композиций и форматы
- Австралийский CD-сингл

1. «Wings» — 3:40
2. «Wings» (The Alias Radio Edit) — 3:42
3. «Wings» — 3:40

- Британский CD-сингл

1. «Wings» (The Alias Club Mix) — 4:59
2. «Wings» (Sunship Extended Mix) — 4:50

- Цифровые ремиксы (EP)

1. «Wings» — 3:40
2. «Wings» (The Alias Club Mix) — 4:59
3. «Wings» (Sunship Extended Mix) — 4:50
4. «Wings» (Instrumental) — 3:38

## Сертификации
| Регион | Сертификация  | Продажи   |
| --- | ------------- | --------- |
| Австралия (ARIA) | 3× Платиновый | 210 000^  |
| Великобритания (BPI) | Платиновый    | 1,100,000 |
| США (RIAA) | Золотой       | 500 000^  |
| * Данные о продажах приведены только на основе сертификации. ^ Данные о тиражах приведены только на основе сертификации. |               |           |

## История релиза
| Страна         | Дата            | Формат                      | Лейбл            |
| -------------- | --------------- | --------------------------- | ---------------- |
| Великобритания | 2 июля 2012     | Премьера на радио           | Syco Music       |
| Ирландия       | 24 августа 2012 | Цифровая загрузка           | Syco Music       |
| Австралия      | 26 августа 2012 | Цифровая загрузка           | Syco Music       |
| Австрия        | 26 августа 2012 | Цифровая загрузка           | Syco Music       |
| Бельгия        | 26 августа 2012 | Цифровая загрузка           | Syco Music       |
| Дания          | 26 августа 2012 | Цифровая загрузка           | Syco Music       |
| Финляндия      | 26 августа 2012 | Цифровая загрузка           | Syco Music       |
| Франция        | 26 августа 2012 | Цифровая загрузка           | Syco Music       |
| Германия       | 26 августа 2012 | Цифровая загрузка           | Syco Music       |
| Италия         | 26 августа 2012 | Цифровая загрузка           | Syco Music       |
| Нидерланды     | 26 августа 2012 | Цифровая загрузка           | Syco Music       |
| Новая Зеландия | 26 августа 2012 | Цифровая загрузка           | Syco Music       |
| Норвегия       | 26 августа 2012 | Цифровая загрузка           | Syco Music       |
| Португалия     | 26 августа 2012 | Цифровая загрузка           | Syco Music       |
| Румыния        | 26 августа 2012 | Цифровая загрузка           | Syco Music       |
| Испания        | 26 августа 2012 | Цифровая загрузка           | Syco Music       |
| Швеция         | 26 августа 2012 | Цифровая загрузка           | Syco Music       |
| Швейцария      | 26 августа 2012 | Цифровая загрузка           | Syco Music       |
| Великобритания | 26 августа 2012 | Цифровая загрузка, CD-сингл | Syco Music       |
| Австралия      | 30 октября 2012 | CD-сингл                    | Syco Music       |
| Канада         | 5 февраля 2013  | Цифровая загрузка           | Columbia Records |
| США            | 5 февраля 2013  | Цифровая загрузка           | Columbia Records |